# Polyommatus tetrapunctata
Polyommatus tetrapunctata är en fjärilsart som beskrevs av Fritsch 1910. Polyommatus tetrapunctata ingår i släktet Polyommatus och familjen juvelvingar. Inga underarter finns listade i Catalogue of Life.